# 데이브 클라이먼
데이브 클라이먼(Dave Kleiman, 1967 – 2013년 4월 26일)은 미국의 프로그래머다.

## 생애
21세의 나이에 클라이먼은 미국 올해의 군인으로 선정되었다. 육군 공로 훈장과 육군장관 표창을 받았다. 표창은 부분적으로 "외모, 일반 군사 주제에 대한 지식, 시사 및 기타 주제에 대한 귀하의 강한 의무 헌신과 함께 탁월한 결과를 낳는 데 실패하지 않았다."라고 적혀있다.
육군에서 뛰어난 복무를 한 후 클라이먼은 고향으로 돌아와 PBSO(Palm Beach County Sheriff's Office)의 법 집행관이 되었다. 1995년에 오토바이 사고로 휠체어를 사용해야 하는 마비증세가 생겼다. 회복 후 PBSO에서 계속 근무하여 형사의 자리에 올랐다. 그는 또한 컴퓨터 범죄 부서에서 시스템 보안 분석가로 일했으며 컴퓨터 포렌식 랩 구성을 도왔다. 클라이먼은 컴퓨터 포렌식 비즈니스의 파트너가 되기 전에 여러 첨단 기술 회사에서 근무했다. 클라이먼은 2013년 4월 자택에서 메티실린 내성 황색포도상구균(MRSA) 감염 합병증과 관련된 자연적 원인으로 사망했다.

## 비트코인
데이브 클라이먼이 사토시 나카모토라는 설이 있다.
이라 클라이먼은 데이브 클라이먼의 형이다. 이라 클라이먼은 플로리다 남부법원에 소장을 냈으며, 생전 라이트와 많은 이메일을 주고받았던 동생이 숨지자 크레이그 라이트(51)가 그의 비트코인과 특허를 훔쳤다고 주장하고 있다. 이라 클라이먼은 동생 사후 관련 내용을 모르다가 뒤늦게 동생 메일을 확인해 소송을 내게 됐다고 주장했다. 이라 클라이먼이 공개한 동생의 2008년 이메일에는 동생이 크레이그 라이트에게 "올해 말에 출범시킬 암호화폐의 백서를 편집하는데 당신의 도움이 필요하다. 나는 새로운 형태의 전자 화폐를 만들고 있다. 당신이 함께 했으면 좋겠고, 당신이 암호화폐 창설의 일원이 되는 것을 원한다"고 전한 내용이 있다.
크레이그 라이트는 이번 소송을 통해 사토시라는 것이 입증되면 “110만개의 비트코인 중 절반을 친구인 클라이먼을 기리는 뜻으로 재향군인회에 기부하겠다”고 했다. 사토시는 본인이고 클라이먼은 친구일 뿐이지만, 한때 군인이었던 그를 위해 기부하겠다는 뜻이다. 이 발언이 비트코인 투자자들을 불안하게 하고 있다는 말이 나온다. 크레이그 라이트가 사토시가 맞는다는 판결이 내려지고, 110만개의 절반인 약 41조원어치의 비트코인을 팔겠다고 할 경우 비트코인 가격이 급락할 수 있다고 걱정하는 것이다.

## 같이 보기
- 비트코인
- 사토시 나카모토